# Quenne
Quenne is een gemeente in het Franse departement Yonne (regio Bourgogne-Franche-Comté) en telt 483 inwoners (2019). De plaats maakt deel uit van het arrondissement Auxerre.

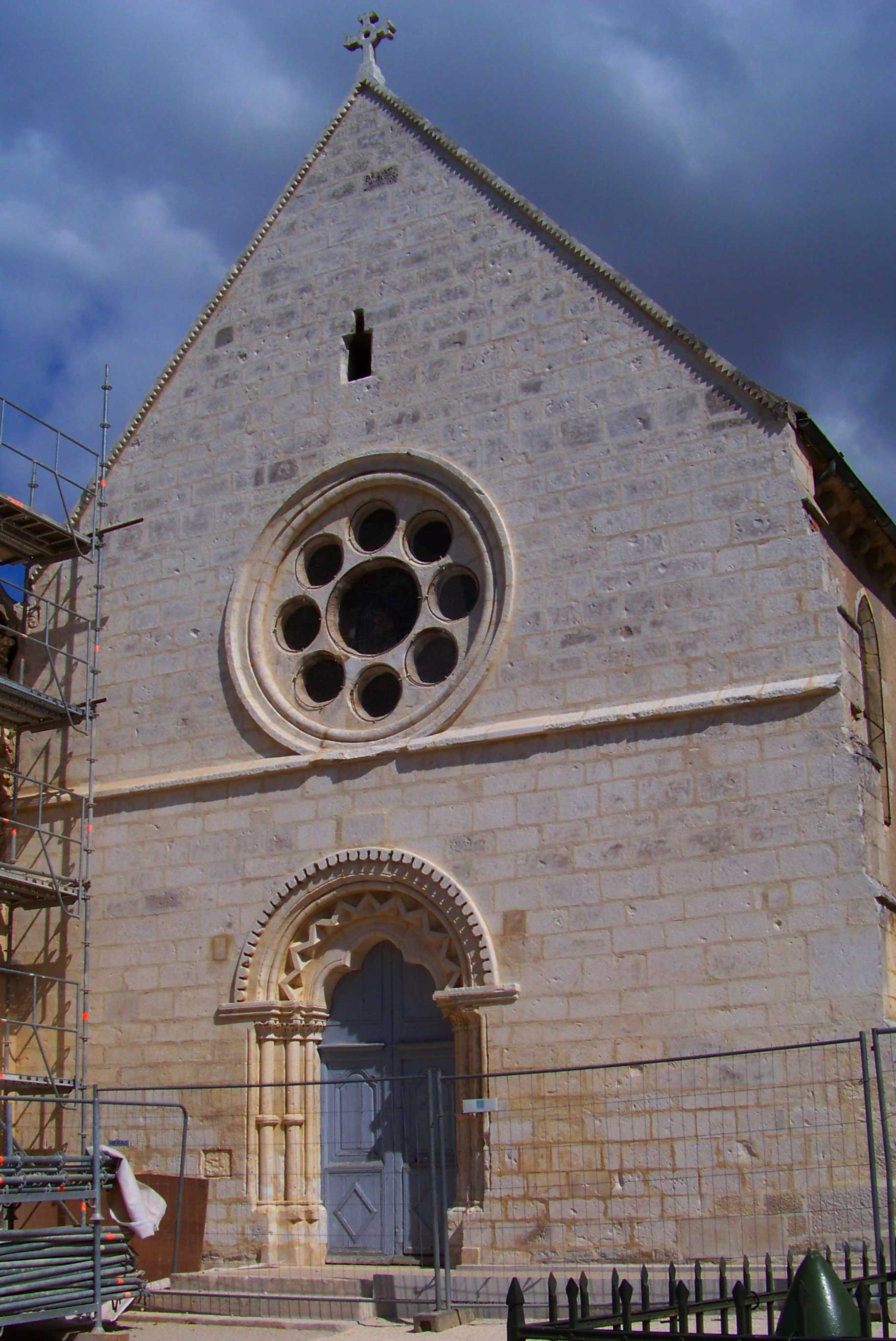
Kerk Notre-Dame van Quenne

Quenne is nog grotendeels een landbouwdorp met ongeveer 50 ha aan wijngaarden. Het centrum van Quenne en het gehucht Nangis zijn in de laatste decennia aan elkaar gegroeid door bijkomende bebouwing. Vanaf de jaren 1970 was er relatief veel inwijking in de gemeente, die dicht bij Auxerre ligt. Naast de wijnbouw zijn er ook boomgaarden waar kersen,  pruimen en appels worden geteeld.
In de gemeente staan vier grote windmolens die elektriciteit opwekken.
De autosnelweg A6 loopt door de gemeente.

## Geografie
De oppervlakte van Quenne bedraagt 8,8 km², de bevolkingsdichtheid is 55 inwoners per km².
De onderstaande kaart toont de ligging van Quenne met de belangrijkste infrastructuur en aangrenzende gemeenten.

## Demografie
Onderstaande figuur toont het verloop van het inwonertal (bron: INSEE-tellingen).